# Mystic Merlin
I Mystic Merlin sono stati un gruppo musicale funk e soul statunitense ispirato alla magia, l'illusionismo e l'esoterismo.

## Storia del gruppo
I Mystic Merlin vennero formati nei primi anni ottanta a New York. Il loro interesse per l'illusionismo si riflette nei loro concerti, durante i quali eseguivano veri e propri numeri di magia. Il loro omonimo album di debutto contiene Just Can't Give You Up, entrata alla posizione numero 20 della classifica del Regno Unito. Il secondo album Sixty Thrills a Minute (1981) contiene la title-track, che raggiunse rispettivamente le posizioni numero 24 e 76 delle classifiche dance e R&B americane e Got to Make It Better, giunto alla posizione 82 della classifica R&B. Al terzo e ultimo album Full Moon (1982) partecipò l'ancora sconosciuto cantante Freddie Jackson.
Nel 2012 i tre album dei Mystic Merlin vennero riediti con inediti dalla BBR.

## Formazione
- Jerry Anderson – chitarra
- Betty Brown – voce
- Clyde Bullard – basso
- Leslie Dorsey – tastiere, voce
- Keith Gonzalez – voce
- Sly Randolph – batteria
- Barry Strutt – sassofono, tatiere
- Freddie Jackson – voce

## Discografia

### Album in studio
- 1980 – Mystic Merlin
- 1981 – Sixty Thrills a Minute
- 1982 – Full Moon

### Singoli
- 1980 – Just Can't Give You Up
- 1980 – Got to Make the Best (of a Love Situation)
- 1981 – 60 Thrills a Minute
- 1981 – Got to Make It Better
- 1981 – Mr. Magician